# 小尖隐子草
小尖隐子草（学名：Cleistogenes mucronata）也称细弱隐子草，为禾本科隐子草属下的一个种。